# فيشنو بورانا
فيشنو بورانا (بالسنسكريتية: विष्णुपुराण)‏، (بالإنجليزية: The Vishnu Purana)‏، هو واحد من ثمانية عشر ماهابورانا، وهو نوع من النصوص الهندوسية القديمة والمتوسطية. إنه نص من نصوص بانشاراترا ومهم في مجموعة الأدب الفيشنافية.
يتحدث فيشنو بورانا عن نشأة الكون، وعلم الكون، وعلم أنساب الآلهة والحكماء والملوك، ومانفانتارا (الدورات الكونية)، وفامانوكاريتام (أساطير خلال أوقات الملوك المختلفة).
يحتوي على حوالي 7000 بيت في الإصدارات الموجودة. تتمحور بشكل أساسي حول الإله الهندوسي فيشنو وصوره الرمزية مثل كريشنا، لكنها تمدح براهما وشيفا وتؤكد أنهما يعتمدان على فيشنو. يقول ويلسون إن البورانا هي واحدية والأفكار الموجودة فيها، مثل البورانات الأخرى، مبنية على المعتقدات والأفكار الفيدية.

## وصلات خارجية
- The Viṣṇu Purāṇa: Ancient Annals of the God with Lotus Eyes translation by McComas Taylor
- Vishnu Purana translation by H.H. Wilson at sacred-texts
- Vishnu Purana English translation correct IAST transliteration and glossary
- Other language versions on the Internet Archive: Sanskrit (by Vishnuchitta Alwar, 1922), Bengali by Kaliprasanna Vidyaratna (1926), Hindi، Telugu by K. Bhavanarayana (1930)
- Read Critical Edition of Vishnu Purana by Vadodara: Oriental Institute